# Dorceus albolunulatus
Dorceus albolunulatus is een spinnensoort uit de familie van de fluweelspinnen (Eresidae).
De wetenschappelijke naam van de soort werd in 1876 als Eresus albolunulatus gepubliceerd door Eugène Simon.